# جونشی

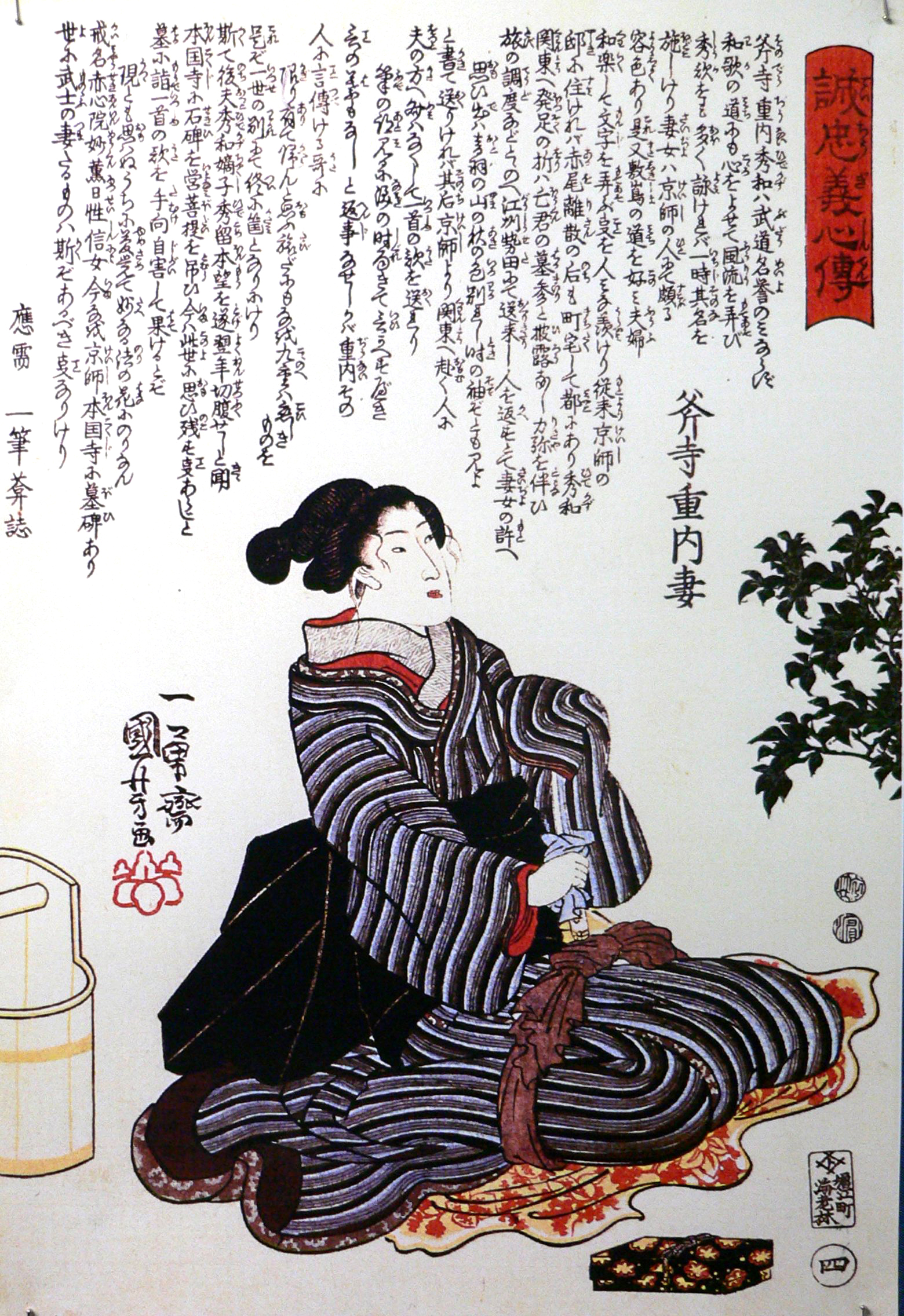
خودکشی همسر یکی از چهل و هفت رونین در پی مرگ همسرش

جونشی (به ژاپنی: 殉死 Junshi) به معنای «خودکشی در راه وفاداری»، به خودکشی پس از کشته شدن ارباب در اثر جنگ یا قتل در قرون وسطی در ژاپن گفته می‌شود.